# Distrito não organizado

Mapa do Alasca com o distrito não organizado em vermelho.

O distrito não organizado é a parte do estado americano do Alasca que não está contida em nenhum de seus 18 distritos organizados. Este distrito abrange mais da metade da área do Alasca, cerca de 837,710 quilômetros quadrados, uma área maior que a de qualquer outro estado norte-americano. Segundo o censo de 2000, sua população era de 81 803 habitantes, 13% do total do estado.
O Alasca não é dividido inteiramente por divisões-equivalente organizadas. Para facilitar a retirada de dados na vasta região não-organizada, o United States Census Bureau, em cooperação com o estado, dividiu o distrito não-organizado em 11 regiões censitárias. A atual lista de regiões censitárias é a seguinte:
- Região Censitária de Aleutians West
- Região Censitária de Bethel
- Região Censitária de Dillingham
- Região Censitária de Nome
- Região Censitária de Prince of Wales-Hyder
- Região Censitária de Hoonah-Angoon
- Região Censitária de Southeast Fairbanks
- Região Censitária de Valdez-Cordova
- Região Censitária de Wade Hampton
- Região Censitária de Petersburg
- Região Censitária de Yukon-Koyukuk

Esta vasta região não tem governo local, mas sim, distritos escolares e governos municipais em seus limites. Exceto em cidades incorporadas, todos os serviços governamentais no distrito não-organizado, inclusive o serviço policial, são fornecidos pelo estado.
O Alasca adotou a política de distritos em 1961, para os distritos servirem como uma forma de governo local, para evitar os típicos problemas encontrados nos 48 estados continentais. De acordo com o artigo 10º da Constituição do Alasca, áreas do estado incapazes de ter um governo do distrito deveriam ser auxiliadas por vários distritos não-organizados, isso seria um mecanismo do estado para regionalizar serviços; contudo, outros distritos não-organizados nunca foram criados. O estado inteiro foi definido como um vasto distrito não-organizado pelo Ato de Distrito em 1961, e ao longo dos anos os distritos organizados foram sendo definidos.
Há muita controvérsia sobre a atual situação do distrito. Muitos residentes do Alasca dos distritos organizados sentem que eles, injustamente, auxiliam residentes do distrito não-organizado, especialmente no contexto educacional. Em 2003, a Divisão de Advocacia Comunitária do Alasca (do inglês: Alaska Division of Community Advocacy) identificou 8 áreas dentro do distrito não-organizado que satisfazem os padrões para serem incorporadas. Projetos de lei foram introduzidos para que a Legislatura do Alasca incorporasse essas áreas, mas até 2009 nenhum projeto foi assinado.

## Principais comunidades
| - Bethel - Cordova - Craig | - Deltana - Dillingham - Hooper Bay | - Metlakatla - Nome - Petersburg | - Tok - Unalaska - Valdez |